# Štefa Iskra Kršnjavi
Štefa Iskra Kršnjavi (Vrbovec, 27. prosinca 1869. — Zagreb, 16. kolovoza 1952.) bila je hrvatska pjesnikinja i prevoditeljica.

## Životopis
U Križevcima je završila dva razreda Više djevojačke škole. Od 1892. do 1893. slušala je predavanja iz književnosti na Sorbonni, a od 1893. do 1895. studirala je na Sveučilištu u Bernu. Od 1895. namjesna je učiteljica, a od 1905. do umirovljenja 1925. stalna učiteljica u Ženskom liceju u Zagrebu (od 1917. „Prva ženska realna gimnazija”). Godine 1919. udala se za Izidora Kršnjavoga.
Svojim pjesmama, crticama, feljtonima i novelama te raznim prijevodima s mađarskoga i francuskoga jezika javljala se u brojnim novinama i časopisima. Između ostalih tu su: „Hrvatska” (1891., 1894.–95.), „Narodne novine” (1896.–1912.), „Pobratim” (1896.–97., 1899.–1904.), „Nada” (1897.–99., 1902.), „Domaće ognjište” (1902.–03., 1906.–11.), „Vienac” (1903.), „Hrvatska smotra” (1907.–08.), „Modni svijet” (1911.), „Savremenik” (1911.–12., 1915., 1919.), „Hrvatska prosvjeta” (1917.), „Ženski svijet” (1917.), „Vijenac” (1923.–26.), „Glasnik sv. Franje” (1924., 1928., 1930., 1932.–41.), „Glasnik sv. Josipa” (1928.), „Obitelj” (1932.), „Naša žena” (1935.), „Hrvatska straža” (1937.), „Salezijanski vjesnik” (1937.).
Dijelove romana „Teodora” objavljivala je u „Narodnim novinama” (1899.). Za zagrebački HNK s francuskoga je prevela Corneilleova „Cida” (1898.) te Rostandove komedije „Cyrano de Bergerac” i „Samaritanka” (1898.). Prema talijanskom izvorniku i njemačkom prijevodu priredila je knjigu autorice Valerie Bielak „Marija Terezija grofica Ledóchowska, utemeljiteljica Družbe Sv. Petra Klavera za afričke misije i otkup robova” (Zagreb, 1940).
Također, surađivala je na suprugovu prijevodu Danteove „Božanske komedije” (Zagreb, 1909.–15.) te, kako tvrde neki izvori, i na njegovim romanima o Franji Asiškom „Božji vitez” (Zagreb, 1925.) i „Božji sirotan” (Zagreb, 1926).
Pisala je i pod pseudonimima Iva Rod, Ivka Rod te sestra Isidora.
Djela:
- „Pjesme I.” (Zagreb, 1905.)
- „Pjesme II.” (Zagreb, 1912.)

### Mrežna sjedišta
- ISKRA-KRŠNJAVI, Štefa. www.enciklopedija.lzmk.hr. Pristupljeno 12. lipnja 2023.